# Amazonas Uncut
Amazonas Uncut es una edición de lujo del álbum Amazonas (álbum), en la que incluye además de los temas de la placa original, fotografías, vídeos, temas inéditos así como las versiones pop, bachata e inglés del tema "Nadia" que llegó a posicionarse como uno de los 50 temas más escuchados en USA y Puerto Rico según la Revista Billboard.

## Lista de canciones
| N.º | Título                                | Duración |  |
| 1.  | «Amazonas»                            | 3:56     |  |
| 2.  | «Túnel del tiempo»                    | 4:16     |  |
| 3.  | «Hay un modo»                         | 3:35     |  |
| 4.  | «Mariló (a dúo con Huecco)»           | 5:17     |  |
| 5.  | «Ella y él»                           | 3:56     |  |
| 6.  | «Ponerme a volar»                     | 4:42     |  |
| 7.  | «Nadia (a dúo con Juan Diego Flórez)» | 4:50     |  |
| 8.  | «El Bailador»                         | 4:33     |  |
| 9.  | «Estoy cansado de llorar»             | 3:35     |  |
| 10. | «Se Te pararían los pelos»            | 3:58     |  |
| 11. | «Tema del adiós»                      | 4:11     |  |

### Pistas adicionales
| N.º | Título                                                  | Duración |  |
| 12. | «Olivar»                                                | 2:22     |  |
| 13. | «Ponerme a volar (radio edit)»                          | 3:53     |  |
| 14. | «Nadia (radio edit) (a dúo con Juan Diego Flórez)»      | 4:02     |  |
| 15. | «Nadia (pop version) (a dúo con Juan Diego Flórez)»     | 4:02     |  |
| 16. | «Nadia (bachata version)»                               | 4:02     |  |
| 17. | «Nadia (english version) (a dúo con Juan Diego Flórez)» | 4:02     |  |
| 18. | «Quiero decir Feliz Navidad (Proyecto United Way)»      | 3:36     |  |

## DVD
El disco incluye un DVD en el que están los videoclips los temas Amazonas, Nadia (en español y en inglés) y una galería de fotos.